# المدرسة الفرنسية الدولية فيكتور سيغالين
المدرسة الفرنسية الدولية فيكتور سيغالين ((بالفرنسية: Lycée français international Victor-Segalen)‏ LFI (بالصينية: 香港法國國際學校); (بالإنجليزية: French International School of Hong Kong)‏ / FIS هي مدرسة دولية خاصة تقع في هونغ كونغ، الصين.

## الروابط الخارجية
1. ↑  "Campuses - Hung Hom." Lycée Français International Victor Segalen. Retrieved on 25 January 2015. "68 Gillies Avenue South, Hung Hom, Hong Kong" "نسخة مؤرشفة". مؤرشف من الأصل في 2015-09-24. اطلع عليه بتاريخ 2015-12-10.{{استشهاد ويب}}:  صيانة الاستشهاد: BOT: original URL status unknown (link)

- الموقع الرسمي